# 燕尾蝶 (電影)
燕尾蝶（Swallowtail Butterfly）原名為（Yentown），1996年上映的日本電影，由岩井俊二執導，CHARA、三上博史、伊藤步主演。此片使用寓言的手法描寫了日本都市社會的結構和價值變遷。

## 劇情
過去，日圓曾是世界上最強勢的貨幣。為了一攫千金而來到日本的外國人們，將那裡稱為「圓都」（イェンタウン）。而日本人則將這些住在日本的非法勞動者蔑稱為「圓盜」(イェンタウン)。這是一個關於住在圓都、圓盜們的故事。
無名少女的母親是圓都裡的一名妓女，在母親死後，少女被輾轉推託於醜惡的大人們之間，最後被胸前刺著蝴蝶刺青、有著美好歌聲的妓女「固力果」（Chara 飾）給收留。固力果將這名無名少女命名為「燕尾蝶」(アゲハ）（伊藤步 飾）。固力果是一名為了得到圓而從上海來到日本的圓盜，而在她周遭的，也都是和她一樣為了追求圓而來到日本的圓盜。某日，她們意外地殺死了一名想要強暴少女燕尾蝶的黑道份子，並從那名男子的屍體裡得到了一卷存有電子資料的錄音帶。
她們利用電子資料賺了一筆大錢，固力果也因此意外地踏上成為歌手之路。然而，意想不到的未來正在前方等著她們......

## 演員
- 固力果：Chara
- 小蝶（燕尾蝶）：伊藤步
- 火飛鴻：三上博史
- 劉梁魁：江口洋介
- 貓浮，殺手：許志安
- 狼朗：渡部篤郎
- 春梅：山口智子
- 麗子：大塚寧寧
- 鈴木野清子：桃井薰
- 星野：洞口依子
- 本田：田口智朗
- 楠木：鈴木慶一

## 工作人員
- 導演：岩井俊二
- 製片：河井真也
- 原創音樂：小林武史
- 攝影：篠田昇 (JSC)
- 美術：種田陽平
- 剪輯：掛須秀一 (JSE)
- 出品：角川映畫、Rockwell Eyes
- 發行：日本先驅映畫

## 音樂
- YEN TOWN BAND（電影中出現的虛構樂團）
  - Swallowtail Butterfly ～愛之歌～（單曲發售，電影片尾曲）
  - MONTAGE（專輯發售，收錄電影8首歌曲）

- YES ～free flower～（MY LITTLE LOVER的單曲，電影插曲）
- My Way（法蘭·仙納杜拉的名曲，對劇情起重要作用）

梁靜茹燕尾蝶

## 外部連結
- 互联网电影数据库（IMDb）上《燕尾蝶》的资料（英文）